# Robert Förster
Robert Förster (Markkleeberg, 27 januari 1978) is een voormalig Duits wielrenner die tot 2015 reed voor UnitedHealthcare.

## Carrière
Förster werd in 2001 prof bij Team Nürnberger. Hij kenmerkte zich als sprinter en won in twee jaar acht kleinere wedstrijden, wat hem een contract bij Team Gerolsteiner opleverde. Hiervoor won hij ook een aantal wedstrijden, onder meer tweemaal Groningen-Münster. In 2005 werd hij na het ontslag van Danilo Hondo de voornaamste sprinter binnen zijn team. Hij maakte daarop zijn debuut in zowel de Ronde van Italië als de Ronde van Frankrijk, en won een Giro-etappe. In de Ronde van Frankrijk kon hij de strijd om de groene trui nog niet aan en moest hij het in sprints doorgaans afleggen tegen zijn ploeggenoot Peter Wrolich.

## Overwinningen
2005
4e etappe Ronde van Nedersaksen
Tussensprintklassement Ronde van Polen
2006
1e etappe Ronde van de Sarthe
5e etappe Ster Elektrotoer
21e etappe Ronde van Italië
3e en 6e etappe Ronde van Denemarken
15e etappe Ronde van Spanje
2007
4e etappe Internationale Wielerweek
Puntenklassement Ronde van de Sarthe
3e en 5e etappe Ronde van Italië
1e etappe Ronde van Duitsland
2008
1e en 3e etappe Ronde van de Algarve
Puntenklassement Ronde van de Algarve
Dutch Food Valley Classic
6e etappe Ronde van Polen
2009
7e etappe Ronde van Turkije
2011
8e etappe Ronde van Langkawi
2e etappe deel A Ronde van Asturië
4e etappe Ronde van het Qinghaimeer
2012
CSC Invitational
2013
6e etappe Ronde van het Qinghaimeer

## Resultaten in voornaamste wedstrijden
| Jaar | Ronde van Italië | Ronde van Frankrijk | Ronde van Spanje |
| ---- | ---------------- | ------------------- | ---------------- |
| 2003 | buiten tijd      |                     |                  |
| 2004 | 116e             |                     |                  |
| 2005 | 137e             | 151e                |                  |
| 2006 | 139e (1)         |                     | 130e (1)         |
| 2007 | opgave (2) **    | 135e                |                  |
| 2008 | opgave           | 116e                |                  |
| 2009 | 162e             |                     |                  |
| 2010 | 96e              |                     | 135e             |
| 2014 |                  |                     |                  |
| 2015 |                  |                     |                  |

| Jaar | Milaan-San Remo | Gent-Wevelgem | Ronde van Vlaanderen | Parijs-Roubaix | Parijs-Tours |  | Wereldranglijsten |
| ---- | --------------- | ------------- | -------------------- | -------------- | ------------ |  | ----------------- |
| 2003 |                 |               |                      | opgave         | opgave       |  |                   |
| 2004 |                 | 23e           | opgave               | opgave         | 58e          |  |                   |
| 2005 |                 |               | opgave               |                | 164e         |  | 152e (UPT)        |
| 2006 |                 |               |                      |                |              |  | 103e (UPT)        |
| 2007 |                 |               |                      |                | 126e         |  | 92e (UPT)         |
| 2008 |                 |               |                      |                |              |  | 87e (UPT)         |
| 2009 |                 | 50e           |                      |                |              |  | 261e (UWK)        |
| 2010 |                 |               |                      |                |              |  | 150e (UWK)        |
| 2014 | 57e             |               |                      | 138e           |              |  |                   |
| 2015 |                 |               |                      | opgave         |              |  |                   |

(*) tussen haakjes aantal individuele etappe-overwinningen
(**) Eén etappezege werd hem toegekend na het schrappen van Alessandro Petacchi uit de uitslagen

## Ploegen
- 2001- Team Nürnberger
- 2002- Team Nürnberger Versicherung
- 2003- Gerolsteiner
- 2004- Gerolsteiner
- 2005- Gerolsteiner
- 2006- Gerolsteiner
- 2007- Gerolsteiner
- 2008- Gerolsteiner
- 2009- Team Milram
- 2010- Team Milram
- 2011- UnitedHealthcare Pro Cycling
- 2012- UnitedHealthcare Pro Cycling
- 2013- UnitedHealthcare Pro Cycling Team
- 2014- UnitedHealthcare Pro Cycling Team
- 2015- UnitedHealthcare Pro Cycling Team